# Arctium lappa
La bardana maggiore (Arctium lappa L., 1753) è una pianta erbacea angiosperma dicotiledone, eretta e biennale, appartenente alla famiglia delle Asteraceae.

## Etimologia
Il nome Arctium, come tanti altri, fu introdotto nella sistematica da Linneo, ma sicuramente l'origine è più antica. Arctium in greco vuol dire orso. Probabilmente si fa riferimento alla villosità e all'aspetto ispido della pianta.

L'epiteto specifico potrebbe derivare dal celtico llap che vuol dire mano. Infatti, il fiore si attacca come una mano a qualunque cosa gli passi vicino.

Un'altra ipotesi lo fa derivare dal greco labein (attaccarsi), riferendosi sempre al fatto che il frutto si attacca ai vestiti e ai peli degli animali.

La pianta è conosciuta fin dall'antichità. Si hanno notizie di antica data della sua coltivazione come ortaggio e pianta medicinale.

Il binomio scientifico della pianta di questa voce è stato definito da Carl von Linné (1707 – 1778), biologo e scrittore svedese, considerato il padre della moderna classificazione scientifica degli organismi viventi, nella pubblicazione Species Plantarum del 1753.

## Descrizione

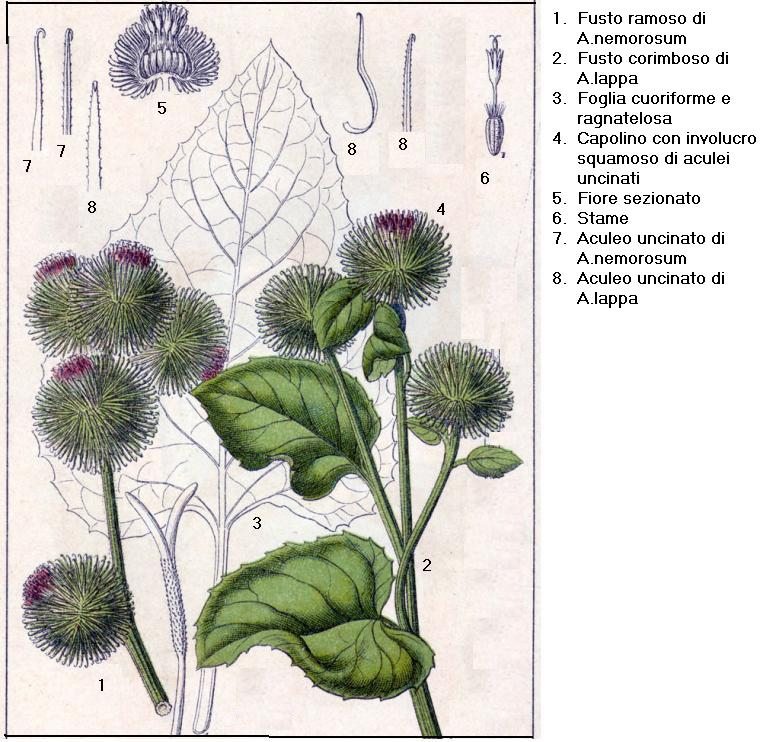
Descrizione delle parti della pianta

La forma biologica della pianta è emicriptofita bienne (H bienn): si tratta quindi di una pianta a ciclo di sviluppo biennale, mentre la riproduzione avviene tramite gemme poste a livello del terreno. L'altezza della pianta, in genere di grosse dimensioni, varia da 8 a 20 dm.

### Radici
La radice è grossa e fittonante.

### Fusto
Il fusto è eretto, pubescente, ramificato e spesso arrossato. I rami si presentano corimbosi.

### Foglie
Il picciolo è solido (non cavo come in altre specie ma midollare). Il bordo delle foglie grossolanamente dentato e ondulato.
- Foglie basali: sono picciolate a lamina ovata o cuoriforme. Sono inoltre glabre nella parte superiore e biancastre e ragnatelose (grigio-tomentose) inferiormente. In genere sono ruvide al tatto.
- Foglie cauline: sono a disposizione alterna, sessili e a forma lanceolata.

Lunghezza del picciolo: 15 – 36 cm. Dimensioni delle foglie: larghezza 20 – 70 cm; lunghezza 25 – 80 cm.

### Infiorescenza
L'infiorescenza è costituita da diversi capolini sferici riuniti in corimbi. I corimbi non sono rigorosi e si formano solamente sui rami superiori. La struttura dei capolini è quella tipica delle Asteraceae: un peduncolo (o pedicello) sorregge un involucro composto da diverse brattee (o squame) lesiniformi, verdi e sub-glabre (debolmente ragnatelose)  disposte su più serie che fanno da protezione al ricettacolo più o meno piano sul quale s'inseriscono i fiori tubulosi (da 40 e più). Le squame, più grandi dei fiori e completamente verdi, sono uncinate e formano un riccio di aculei. Lunghezza dei peduncoli: 2,5 – 6 cm. Dimensione dei capolini: 3 – 4 cm. Diametro degli involucri: 25 – 45 mm.

### Fiore
I fiori sono tutti del tipo tubuloso (il tipo ligulato, i fiori del raggio, presente nella maggioranza delle Asteraceae,  qui è assente), sono ermafroditi, attinoformi, tetra-ciclici (con quattro verticilli: calice – corolla – androceo – gineceo) e pentameri (ossia sia il calice che la corolla sono composti da cinque elementi).
- Formula fiorale :

- /x K {\displaystyle \infty }, [C (5), A (5)], G 2 (infero), achenio

- Calice: i sepali del calice sono ridotti ad una coroncina di squame.
- Corolla: la corolla ha una forma cilindrica terminante con 5 denti; il colore è violetto. Lunghezza dei fiori: 9 – 15 mm.
- Androceo: gli stami sono 5 con filamenti liberi, distinti e glabri; le antere sono saldate fra di loro e formano un manicotto circondante lo stilo.
- Gineceo: l'ovario è infero e uniloculare formato da 2 carpelli; lo stilo è unico con uno stimma terminale bifido e glabro (è presente solamente un ciuffo di peli all'apice dello stilo).
- Fioritura: da luglio a settembre.

### Frutti
Il frutto è un achenio di 6-7 millimetri. Il colore è bruno-grigio chiazzato di scuro. Il pappo presenta delle brevi setole.

## Biologia
- Impollinazione: l'impollinazione avviene tramite insetti (impollinazione entomogama tramite farfalle diurne e notturne).
- Riproduzione: la fecondazione avviene fondamentalmente tramite l'impollinazione dei fiori (vedi sopra).
- Dispersione: i semi cadendo a terra sono successivamente dispersi soprattutto da insetti tipo formiche (disseminazione mirmecoria). In questo tipo di piante avviene anche un altro tipo di dispersione: zoocoria. Infatti gli uncini delle brattee dell'involucro si agganciano ai peli degli animali di passaggio disperdendo così anche su lunghe distanze i semi della pianta.

## Distribuzione e habitat

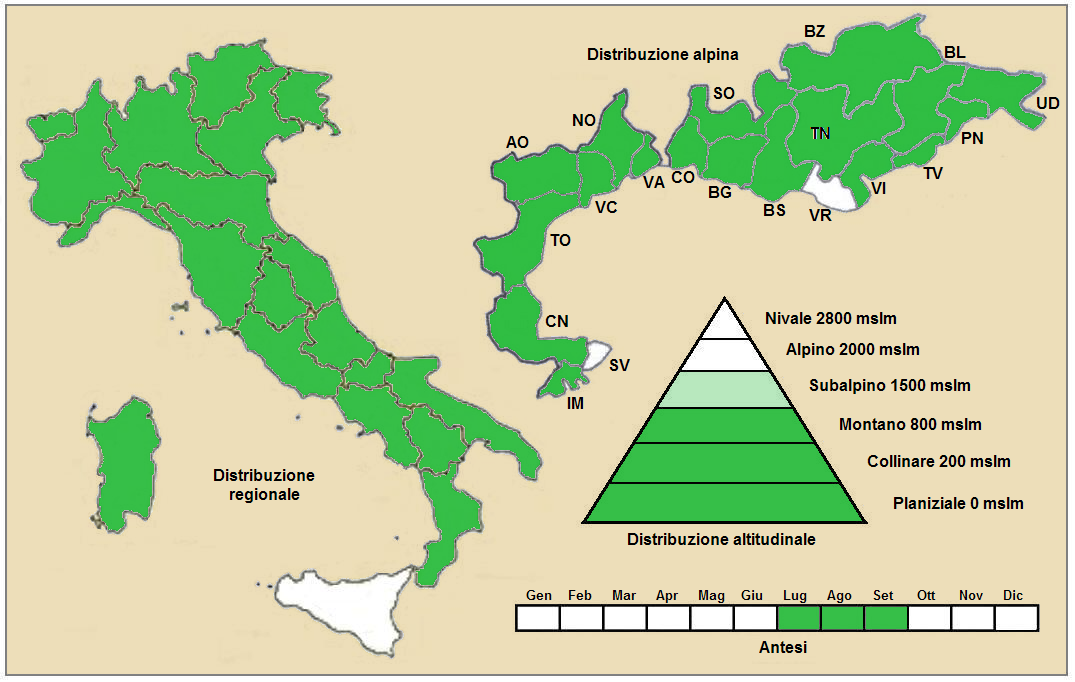
Distribuzione della pianta
(Distribuzione regionale – Distribuzione alpina)

- Geoelemento: il tipo corologico (area di origine) è Eurasiatico temperato.
- Distribuzione: in Italia è abbastanza comune in tutta la penisola (anche se in certe zone è considerata rara), ma è assente in Sicilia. Nelle Alpi (sia versante italiano che oltreconfine) è ovunque presente. Sui rilevi europei manca nelle Alpi Dinariche. Nell'America del Nord è considerata specie introdotta. È presente anche in Asia sia temperata che subtropicale.
- Habitat: il suo habitat naturale è rappresentato dai prati incolti ma anche dalle aree antropizzate (lungo le siepi) e dai boschi. La specie è nitrofila. Il substrato preferito è calcareo ma anche siliceo con pH neutro, alti valori nutrizionali del terreno che deve essere mediamente umido.
- Distribuzione altitudinale: sui rilievi queste piante si possono trovare fino a 1100 m s.l.m.; frequentano quindi i seguenti piani vegetazionali: montano e quello collinare (oltre a quello planiziale – a livello del mare).

### Fitosociologia
Dal punto di vista fitosociologico la specie di questa scheda appartiene alla seguente comunità vegetale:
Formazione : delle comunità perenni nitrofile
Classe : Artemisietea vulgaris
Ordine : Onopordetalia acanthii
Alleanza : Arction lappae

## Tassonomia
La famiglia di appartenenza di questa voce (Asteraceae o Compositae, nomen conservandum) probabilmente originaria del Sud America, è la più numerosa del mondo vegetale, comprende oltre 23.000 specie distribuite su 1.535 generi, oppure 22.750 specie e 1.530 generi secondo altre fonti (una delle checklist più aggiornata elenca fino a 1.679 generi). La famiglia attualmente (2021) è divisa in 16 sottofamiglie.

### Filogenesi
Il genere Arctium (con 44 specie, 4 delle quali nella flora spontanea italiana) appartiene alla sottotribù Arctiinae (in precedenza era descritto nel gruppo tassonomico informale Arctium-Cousinia Group) (tribù Cardueae, sottofamiglia Carduoideae). In natura esistono inoltre molti ibridi in quanto le singole specie sono interfertili.

Sono stati trovati numeri cromosomici diversi a seconda della zona:
- 2n = 32 (Giappone);
- 2n = 34 (Cina);
- 2n = 36 (Italia, Giappone e Svezia).

### Varietà
Per questa specie è riconosciuta una sola varietà non presente in Italia (si trova nell'Anatolia):
- Arctium lappa subsp. platylepis (Boiss. & Balansa) Arènes, 1950 - Distribuzione: Anatolia, Transcaucasia e Iran

### Sinonimi
Questa entità ha avuto nel tempo diverse nomenclature. L'elenco seguente indica alcuni tra i sinonimi più frequenti:
- Arcion majus Bubani
- Arcion tomentosum Bubani
- Arctium adhaerens Gilib.
- Arctium bardana Willd.
- Arctium chaorum Klokov
- Arctium grandiflorum Desf.
- Arctium lappa Willd.
- Arctium lappa subsp. majus (Gaertn.) Arènes
- Arctium lappa var. lappa
- Arctium majus Coste et al.
- Arctium majus Bernh.
- Arctium minus subsp. nemorosum (Lej.) Syme
- Arctium ruderale Salisb.
- Arctium vulgare (Hill) Druce
- Arctium vulgare (Hill) Evans
- Bardana arctium Hill
- Bardana lappa Hill
- Lappa glabra Lam.
- Lappa major Gaertn.
- Lappa major subvar. major
- Lappa nemorosa (Lej.) Körn. ex Griewank
- Lappa officinalis All.
- Lappa officinalis Coste
- Lappa vulgaris Hill
- Lappa vulgaris var. vulgaris

### Specie simili
- Arctium minus (Hill) Bernh. - Bardana minore: è meno grande e meno vigorosa della Bardana maggiore (i capolini hanno dimensione di 1-2 millimetri). Inoltre le foglie sono più strette
- Arctium nemorosum Lej. et Court. - Bardana selvatica: si differenzia per la diversa ramificazione che conferisce alla pianta un aspetto piramidale e per le squame involucrali colorate diversamente (arrossate e giallastre sugli uncini); i capolini hanno dimensione di 3 - 4 cm.
- Arctium tomentosum Miller - Bardana lanuta: la caratteristica più rilevante è nell'involucro: le squame esterne sono uncinate, mentre quelle interne sono con punte diritte.

## Usi

### Uso medicinale
La bardana contiene tutta una serie di principi attivi (soprattutto terpeni) che ne fanno una pianta attiva verso molte condizioni mediche. Tra i vari principi attivi si possono citare i seguenti:
- lignani (arctigenina, lappaoli e maitaresinolo);
- nutrienti quali vitamine del complesso B, amminoacidi, potassio e magnesio;
- acidi fenolici come acido caffeico, clorogenico ed isoclorogenico;
- composti polinsaturi (idrocarburi acetilenici dotati di proprietà antibiotiche in generale);
- principi amari come il deidro-costusicolattone e l'arctiopicrina;
- inulina, tannino e resine.

La pianta è molto usata in medicina per le sue varie proprietà tra le quali citiamo: antiflogistica, purificante del sangue, depurativa in generale, ipoglicemica, diaforetica, fungicida, antibatterica, stomachica, lassativa e diuretica.

La medicina popolare fin dall'antichità la indica per i più svariati utilizzi dalla cura della sterilità per la "foeminam quae non posset infantare" (rassegna di vecchi erbari, vedi questa pagina) al contravveleno per i morsi dei serpenti, ma la proprietà più generalmente riconosciuta è quella depurativa e contro le malattie della pelle quali acne, sfoghi, infiammazioni cutanee; questo utilizzo è confermato anche dalla medicina cinese che ne fa largo consumo.

Le parti usate sono le foglie fresche, raccolte in primavera da una pianta di un anno e ridotte in succo, e le radici raccolte durante il riposo autunnale.

I semi invece sono usati nella medicina popolare americana: un decotto viene usato contro la gotta.
Sembra che rinforzi il sistema immunitario grazie ai polisaccaridi che contiene, inoltre è un antibiotico naturale grazie ai poliacetileni e agli acidi fenolici.

I principi amari ed il lignano arctigenina sono risultati citotossici in vitro verso alcune linee tumorali.

### Cucina
Per utilizzi alimentari si usano (le parti commestibili) le foglie, le radici e i semi. In Oriente ( in Giappone, dove è molto popolare, è chiamato gobo) c'è una ricca tradizione culinaria. I gambi possono essere consumati crudi in insalata, non prima di essere privati della corteccia e solo se prelevati da una pianta giovane.
La bardana è tra le erbe alimurgiche.

### Curiosità
Lo studio della particolare caratteristica dei suoi capolini ricurvi, utilizzati per la dispersione dei suoi semi attraverso gli animali (dispersione zoocora), la cui caratteristica più nota è quella di attaccarsi ai vestiti, sembra che abbia ispirato l'invenzione del sistema apri e chiudi: il velcro.
In Lingua piemontese la bardana e i suoi fiori sono chiamati Cicapoj.

## Galleria d'immagini

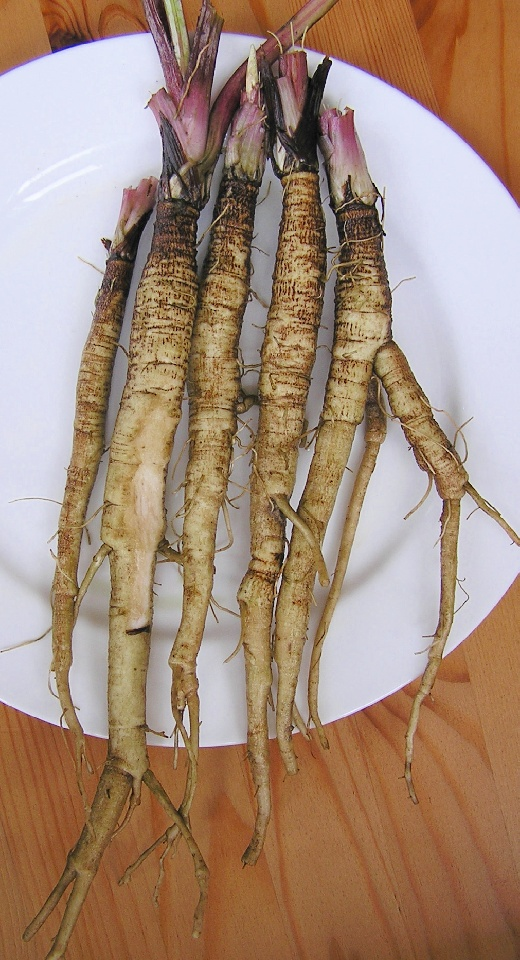
Radice a fittone.
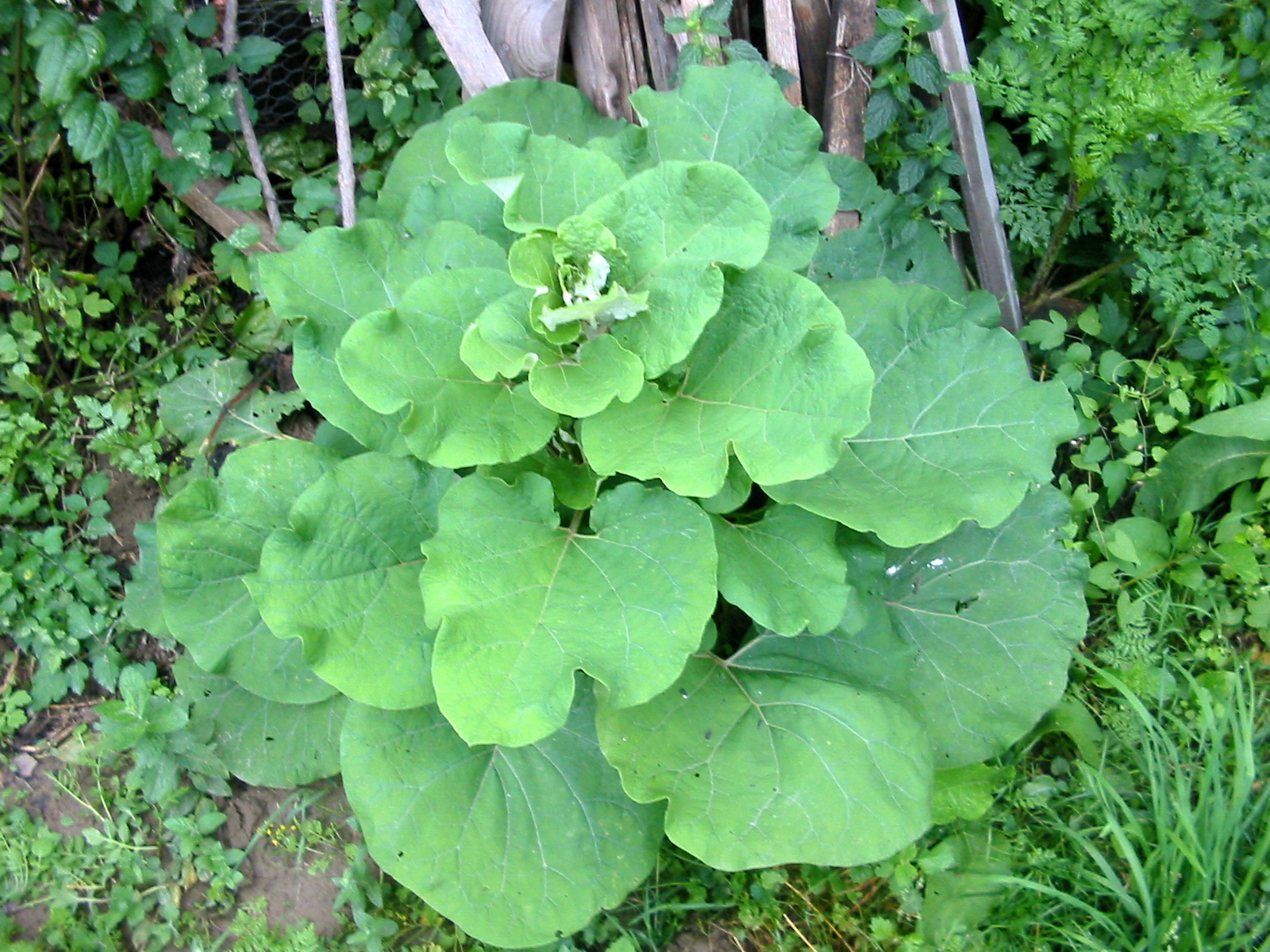
Foglie cauline: sessili e cuoriformi.
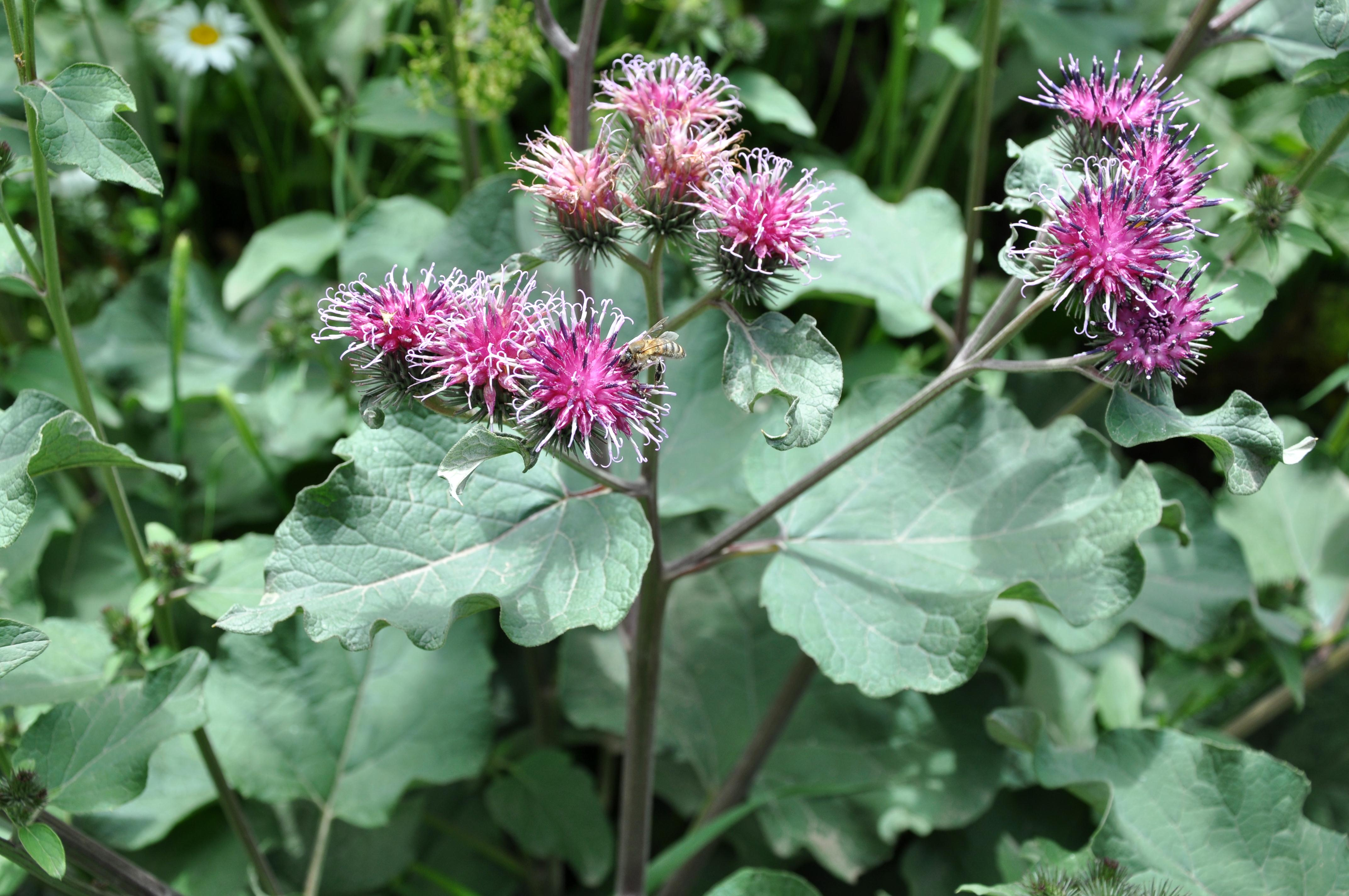
Fiori e foglie della pianta
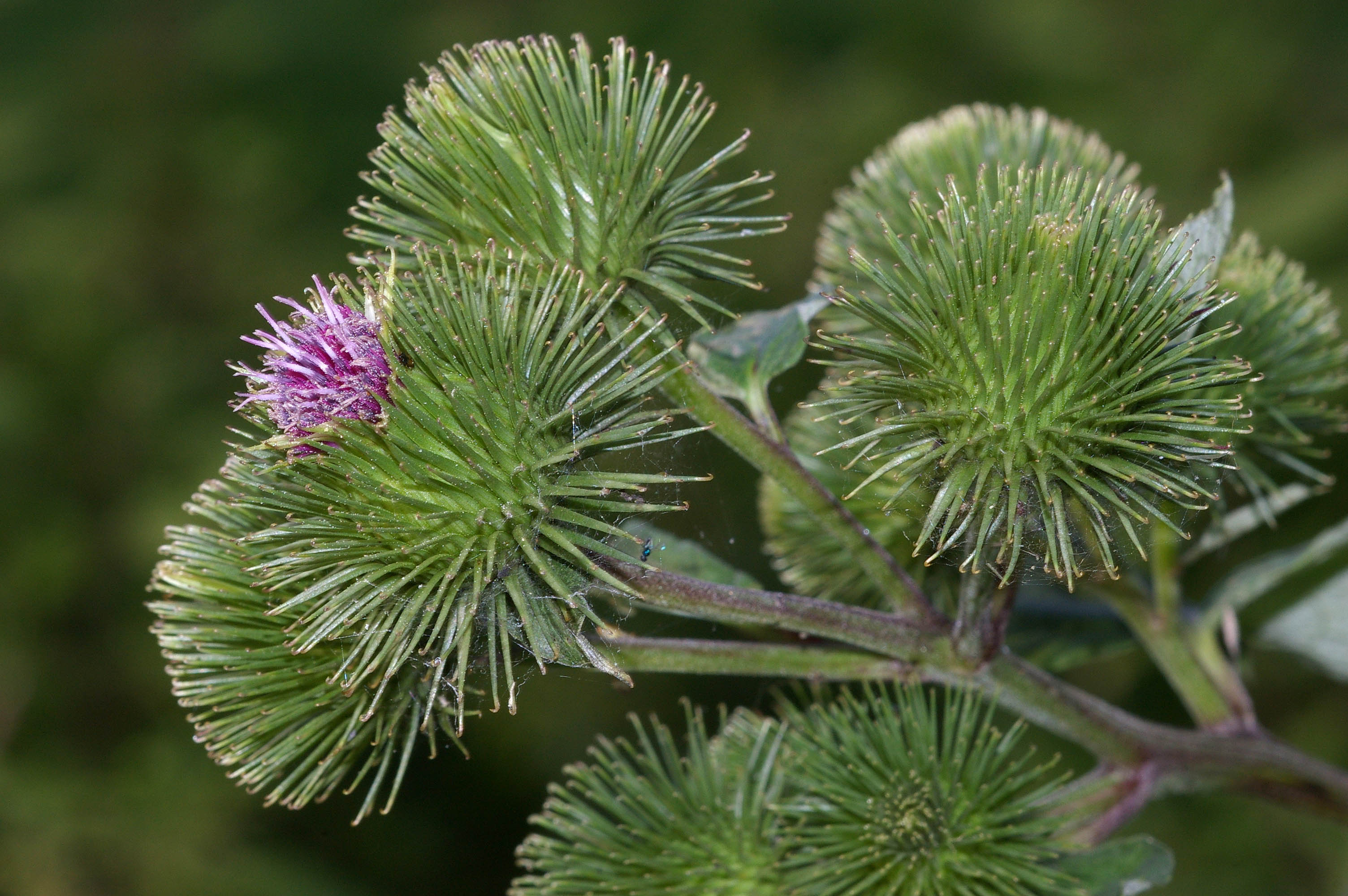
Fiori della pianta
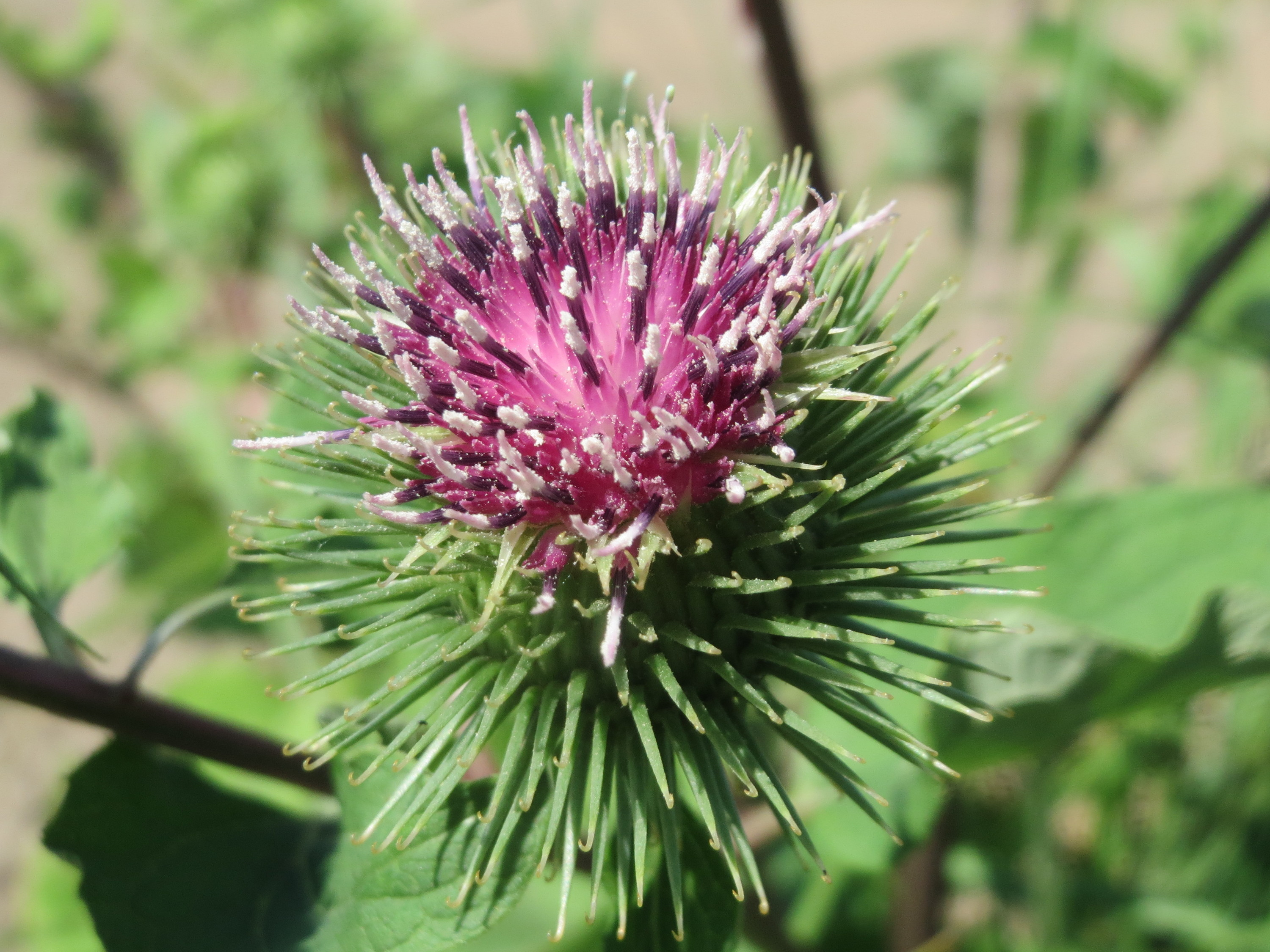
Dettaglio di un fiore
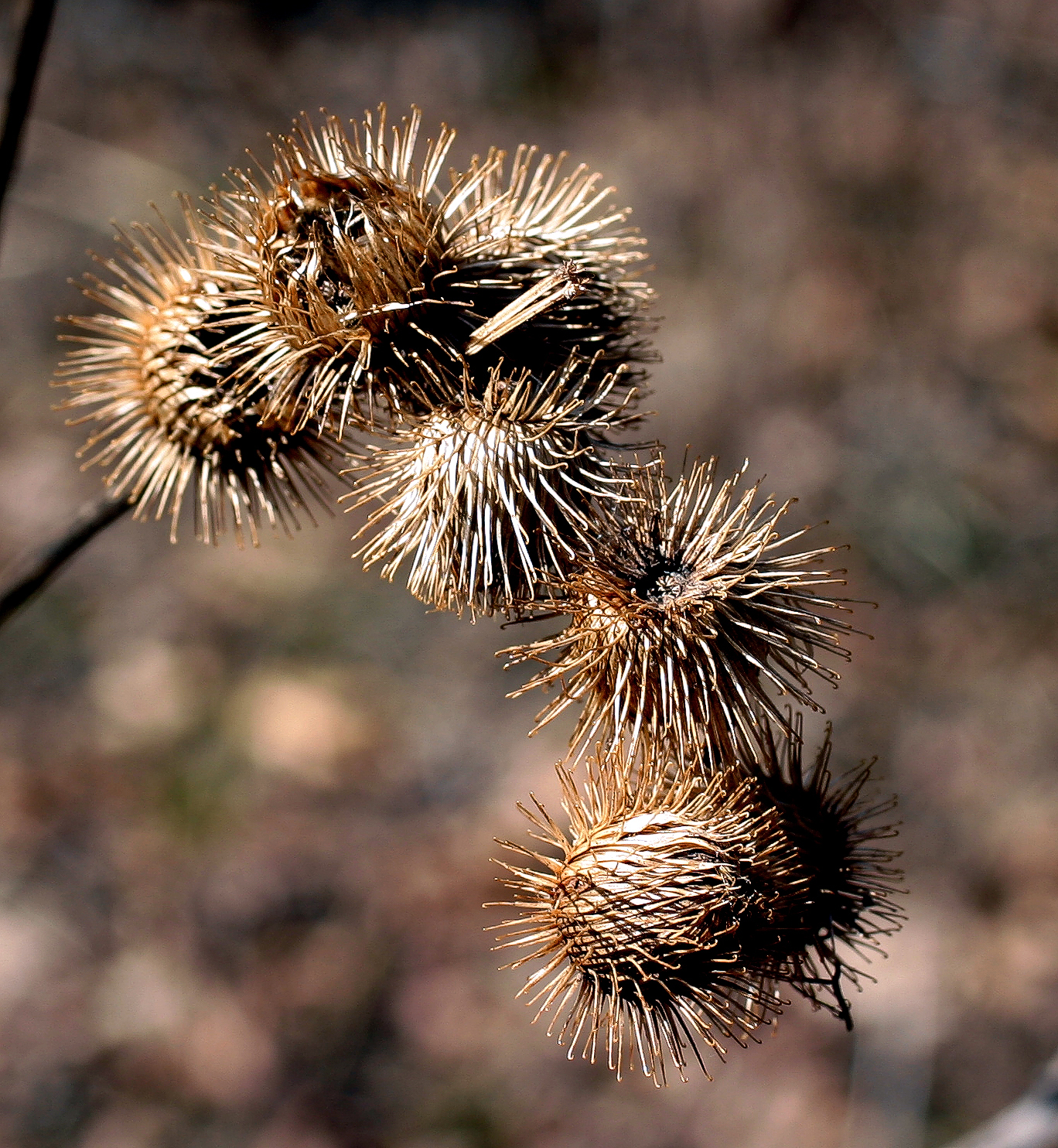
Frutti acheni

## Altre notizie
La bardana maggiore in altre lingue viene chiamata nei seguenti modi:
- (DE)  Große Klette
- (FR)  bardane commune
- (EN)  Greater Burdock